# Copa Africana de Naciones 1957
La Copa Africana de Naciones de 1957 fue la I edición del torneo futbolístico entre naciones más importante de toda África. Se realizó en Jartum, Sudán. La selección egipcia ganó esta primera edición, siendo su jugador Mohamed Diab El-Attar (Al-Diba), el máximo goleador del torneo con 5 goles.

## Sede
| Khartoum          | Khartoum |
| Municipal Stadium | Khartoum |
| Capacidad: 30,000 | Khartoum |
|                   | Khartoum |

## Equipos participantes
| Equipos participantes | Equipos participantes |
| --------------------- | --------------------- |
| Egipto                | Etiopía               |
| Sudáfrica             | Sudán                 |

## Resultados
|  | Semifinales     | Semifinales |        |   | Final | Final |
|  |                 |             |        |   |       |       |
|  |                 |             |        |   |       |       |
|  |                 |             |        |   |       |       |
|  | Egipto          | 2           |        |   |       |       |
|  | Egipto          | 2           |        |   |       |       |
|  | Sudán           | 1           |        |   |       |       |
|  | Sudán           | 1           | Egipto | 4 |       |       |
|  |                 |             | Egipto | 4 |       |       |
|  |                 | Etiopía     | 0      |   |       |       |
|  | Etiopía (w. o.) | Etiopía     | 0      | - |       |       |
|  | Etiopía (w. o.) |             |        | - |       |       |
|  | Sudáfrica       | -           |        |   |       |       |
|  | Sudáfrica       | -           |        |   |       |       |

### Semifinales
| 10 de febrero de 1957 | Egipto                         | 2:1 (1:0) | Sudán      | Stade Municipal, Jartum                                               |                                                                       |
|                       | Attia 22' (pen.) · Ad-Diba 73' |           | Bashir 59' | Asistencia: 30.000 espectadores Árbitro(s): Guebeyehu Doubé (Etiopía) | Asistencia: 30.000 espectadores Árbitro(s): Guebeyehu Doubé (Etiopía) |

| 10 de febrero de 1957                                                                                                  | Etiopía | w.o. | Sudáfrica | Stade Municipal, Jartum    |  |
| |         |      |           | Asistencia: - espectadores |  |
| Etiopía ganó por default, ya que Sudáfrica fue descalificada por no presentar un equipo multirracial. Véase Apartheid. |         |      |           |                            |  |

### Final
| 16 de febrero de 1957 | Egipto                | 4:0 (2:0) | Etiopía | Stade Municipal, Jartum                                              |                                                                      |
|                       | Ad-Diba 1' 7' 69' 90' |           |         | Asistencia: 30.000 espectadores Árbitro(s): Mohammed Youssef (Sudán) | Asistencia: 30.000 espectadores Árbitro(s): Mohammed Youssef (Sudán) |

|                            |
| Bandera de Egipto          |
| Campeón Egipto 1.er título |

## Clasificación general
| Equipo | Equipo  | Pts | PJ | PG | PE | PP | GF | GC | Dif | Rend  |
| ------ | ------- | --- | -- | -- | -- | -- | -- | -- | --- | ----- |
| 1      | Egipto  | 4   | 2  | 2  | 0  | 0  | 6  | 1  | 5   | 100 % |
| 2      | Etiopía | 0   | 1  | 0  | 0  | 1  | 0  | 4  | -4  | 0 %   |
| 3      | Sudán   | 0   | 1  | 0  | 0  | 1  | 1  | 2  | -1  | 0 %   |

## Goleadores
5 goles
- Ad-Diba[2][3]

1 gol
- Raafat Attia[3]
- Boraî Bashir[4][5]